# Racisme en Allemagne
Le racisme en Allemagne ou bien dans l'histoire allemande est étroitement lié au génocide des Herero et des Namaquas à l'époque coloniale. Le racisme a atteint son apogée pendant le régime nazi, ce qui a finalement conduit à un programme de meurtres systématiques parrainé par l'État connu sous le nom de l'Holocauste. Selon des rapports de la Commission européenne, des formes plus légères de racisme sont encore présentes dans certaines parties de la société allemande. Actuellement, le racisme est principalement dirigé contre les pays asiatiques et africains, à la fois par l'État et par les citoyens, ce qui comprend l'impolitesse et les tentatives d'interférer dans les affaires internes des pays africains par les diplomates,. Les experts estiment que le racisme actuel est dû au passé raciste et nazi.

## 19eet début du20esiècle

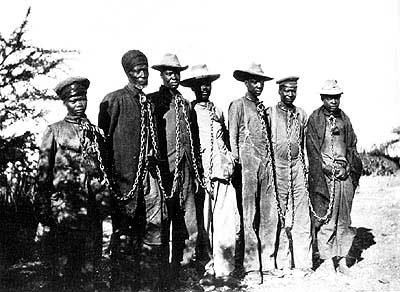
Les Hereros enchaînés en 1904.

Lorsque l'Allemagne s'est efforcée de devenir une puissance coloniale tardive au XIXe siècle, plusieurs atrocités ont été commises, notamment le génocide des Hereros et des Namaquas dans ce qui est aujourd'hui la Namibie. Les autorités allemandes ont contraint les survivants du génocide à se rendre dans des camps de concentration.
Eugen Fischer, professeur allemand de médecine, d'anthropologie et d'eugénisme, a mené dans ces camps des « expériences médicales sur la race », notamment des stérilisations et des injections de variole, de typhus et de tuberculose. Il a préconisé le génocide des prétendues « races inférieures » en déclarant que « quiconque réfléchit de manière approfondie à la notion de race ne peut arriver à une conclusion différente ».
Le génocide des Herero a retenu l'attention des historiens qui étudient les questions complexes de continuité entre cet événement et l'Holocauste nazi. Selon Clarence Lusane, professeur associé de sciences politiques à l'American University School of International Service, les expériences de Fischer peuvent être considérées comme un terrain d'essai pour les procédures médicales ultérieures utilisées pendant l'Holocauste nazi.